# Tõstamaa (obec)
Obec Tõstamaa (estonsky Tõstamaa vald) je bývalá samosprávná jednotka estonského kraje Pärnumaa, zahrnující městečko Tõstamaa a několik okolních vesnic. V roce 2017 byla začleněna do statutárního města Pärnu. 